# Nötkörvel
Nötkörvel (Conopodium majus) är en växtart i släktet nötkörvlar (Conopodium) och familjen flockblommiga växter.